# Шолая, Симо
Симела «Симо» Шолая (сербохорв. Симела "Симо" Шолаја / Simela "Simo" Šolaja; 1905, Плева — 11 августа 1942, Купрес) — югославский партизан Народно-освободительной войны Югославии, Народный герой Югославии.

## Биография
Родился в 1905 году в деревне Плева около Шипово в бедной крестьянской семье. До начала Второй мировой войны работал лесорубом в Боснии, Черногории и Сербии. После начала усташского террора в окрестностях Шипово с группой друзей скрылся в лесу, где стал собирать отряд для оказания сопротивления оккупантам. Вскоре в селе узнали, что в Дрваре коммунисты подняли восстание против оккупации, и Шолая отправился со своими товарищами на войну, разоружив отряд жандармерии на железнодорожной станции Равни-До. В деревне Янь коммунисты предпринимали попытку начала вооружённого выступления, и Шолая установил с ними связь. Он участвовал в боях за Шипово, Езеро и Мрконич-Град, которые были освобождены в августе 1941 года, а затем предпринял попытку наступления на Яйце. 28 августа во время столкновения у Езера Симо чуть не попал в плен к усташам: товарищи, закидав противника гранатами, спасли Симо от плена.
После трёхдневного наступления немцев и хорватов на территорию Яня и Плевы в начале сентября 1941 года Шолая отступил в сторону Козил на юг, а восставшие были рассеяны. Шолая силами своей неполной роты разбил роту усташей, заставив их отступить к Муиджичам. К нему же присоединились многие добровольцы, среди которых были женщины, дети и старики. Так был сформирован фронт партизан и мирных жителей из Плевы, Яня и Шипово. Шолая в ходе боёв с усташами отбил две пушки, что дало надежду партизанам и положило начало очередной серии антифашистских выступлений. Шолая пользовался большой популярностью у местных.
В середине сентября 1941 года батальон итальянских войск отправился из Мрконич-Града в Шипово. Командир четников Урош Дренович пропустил итальянцев без каких-либо возражений, но Шолая подготовил засаду у деревни Сокоц: взвод партизан после многочасовой борьбы заставил итальянцев отступить. В середине октября 1941 года был образован 3-й Краинский партизанский отряд, 2-й батальон «Искра» которого был передан под командование Симо. Итальянцы после разгромов у Сокоца и Растичево, а также у Купреса 3 декабря 1941 года попытались переманить партизанского командира на свою сторону, для чего использовали четников. В начале 1942 года делегат от четников предложил взятку Симо Шолая в обмен на переход на сторону оккупантов, но Шолая застрелил того из пистолета, сказав: «Вот им мой ответ!»
31 декабря 1941 и 1 января 1942 года в местечке Майдан между Яйце и Мрконич-Градом батальоном «Искра» был разгромлен усташский укреплённый пункт, а 14 февраля на Водженом-Поде и Превилах был уничтожен батальон домобранов, который охранял поезд из Яйце в Мрконич-Град. Вскоре пришло сообщение, что 25 февраля четники Уроша Дреновича атакуют Мрконич-Град с юга и запада. Шолая прибыл в центр города, уничтожив станцию жандармерии, итальянскую автостанцию и уничтожив несколько укреплений. Однако Дренович не перешёл в наступление, поэтому Шолая вынужден был пробиваться из города в трудных условиях. В мае 1942 года Шолая был схвачен в плен четниками, которые повели его в Мрконич-Град к итальянцам, но партизаны его батальона без боя освободили своего командира.
В конце июля — начале августа 1942 года 3-й Краинский партизанский отряд и пролетарские бригады начали бои за Купрес против засевших там усташей. В ночь с 11 на 12 августа 1942 года Симо погиб при штурме усташского бункера.

## Память
- Посмертно ЦК Коммунистической партии Югославии принял его в ряды членов Коммунистической партии.
- Указом Верховного штаба НОП и ДАЮ в августе 1942 года Симон Шолая был посмертно награждён званием Народного героя Югославии, став одним из первых, кто получил эту награду. В Бюллетене Верховного штаба (номера 17-19) сообщалось:

По предложению Оперативного штаба НОП и ДА по Боснийской Краине и по распоряжению Верховного штаба НОП и ДА Югославии присвоено звание народного героя командиру батальона «Пелагич» другу Симе Шолаи, который погиб геройской смертью у Купреса 14 августа сего года. Имя друга Шолая известно по всей Боснии, а особенно в Боснийской Краине. Любимый всем народом, как своими бойцами, так и симпатизирующими четниками, друг Шолая — не только пример героизма в борьбе против всех предателей народа и оккупантов, но и проявление уважения и преданности своему народу и его освободительной борьбе.

- В 1955 году режиссёр Воислав Нанович снял художественный фильм «Шолая» о партизанском командире.